# Federazione calcistica della Mongolia

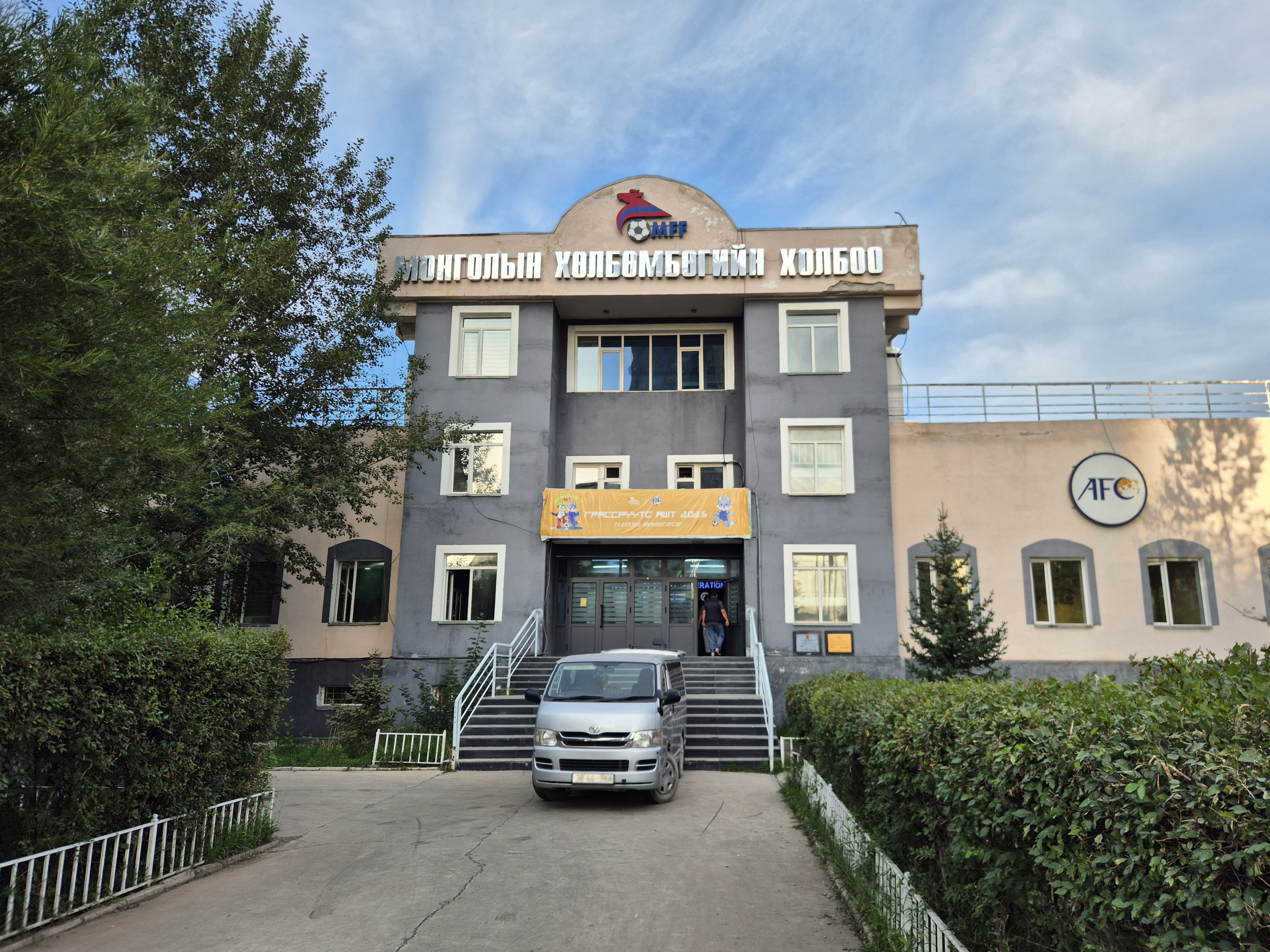
Federazione calcistica della Mongolia

La Federazione calcistica della Mongolia (in inglese: Mongolian Football Federation, acronimo MFF) è l'ente che governa il calcio in Mongolia.
Fondata nel 1959, si affiliò alla FIFA e all'AFC nel 1998. Ha sede nella capitale Ulan Bator e controlla il campionato nazionale, la coppa nazionale e la Nazionale del paese.